# Алеш Чермак
Алеш Чермак (чеськ. Aleš Čermák, нар. 1 жовтня 1994, Прага) — чеський футболіст, півзахисник клубу «Вікторія» (Пльзень).

## Клубна кар'єра
Народився 1 жовтня 1994 року в місті Прага. Вихованець футбольної школи клубу «Спарта» (Прага). 
12 травня 2013 року в матчі проти «Млада-Болеслав» (4:0) він дебютував у Гамбінус-лізі. Через високу конкуренцію зіграв лише у 4 матчах в чемпіонаті і на початку 2014 року був відданий в оренду в клуб Другої ліги Чехії «Локо Влтавин», де грав до кінця сезону. Після цього також на правах оренди по сезону грав за клуби вищого дивізіону «Градець-Кралове» та «Млада Болеслав». З останнім клубом у 2016 році виграв Кубок Чехії.
Влітку 2016 року він повернувся до «Спарти». Цього разу відіграв за празьку команду наступний сезон своєї ігрової кар'єри, але знову основним гравцем не став, зігравши лише 17 матчів і забивши 1 гол.
У червні 2017 року підписав чотирирічний контракт з «Вікторією» (Пльзень) і вже в першому сезоні виграв чемпіонат Чехії. Станом на 11 травня 2018 року відіграв за пльзенську команду 16 матчів в національному чемпіонаті.

## Виступи за збірні
2009 року дебютував у складі юнацької збірної Чехії, взяв участь у 48 іграх на юнацькому рівні, відзначившись 5 забитими голами. У 2011 році у складі збірної до 17 років Чермак взяв участь у юнацькому чемпіонаті світу у Мексиці. На турнірі він зіграв у всіх трьох матчах, а його команда не вийшла з групи.
З 2013 року залучався до складу молодіжної збірної Чехії. На молодіжному рівні зіграв у 14 офіційних матчах, забив 7 голів. Був капітаном команди до 21 року. Напередодні молодіжного чемпіонату Європи у Польщі Чермак в стані алкогольного сп'яніння (1,5 проміле алкоголю) потрапив в аварію, в якій зламав три ребра і був знайдений в несвідомому стані. У результаті він був змушений пропустити турнір. 

## Досягнення
- Чемпіон Чехії (2):

«Вікторія» (Пльзень): 2017-18, 2021-22
- Володар Кубка Чехії (1):

«Млада Болеслав»: 2015-16